# Laure Sabès
 (octobre 2013).
Si vous disposez d'ouvrages ou d'articles de référence ou si vous connaissez des sites web de qualité traitant du thème abordé ici, merci de compléter l'article en donnant les références utiles à sa vérifiabilité et en les liant à la section « Notes et références ».
Laure Sabès, de son nom de naissance et en religion mère Marie de la Providence (1841-1911), est une religieuse française, fondatrice des dominicaines missionnaires de Notre-Dame de la Délivrande. 

## Biographie
Marie Anne Jacques Laure Sabès est née le 25 juillet 1841 à Saint-Pierre, en Martinique, dans une famille issue de la bourgeoisie française, émigrée sur l'île depuis 1789. 
Elle est la fille de François Adolphe Sabès, propriétaire, et d'Adélaïde Castinel, sans profession. La famille demeure rue du Petit Versailles, dans la paroisse du Mouillage. La famille est très soudée et elle est pratiquante. C'est donc dans ce contexte que Laure grandit. Plus elle grandit, plus elle fréquente les soirées mondaines et autres extravagances bourgeoises de l'époque.
Mais dans la nuit de Noël 1862, elle fait une surprenante conversion spirituelle, aux pieds d'une statue de la Vierge dans le célèbre sanctuaire de Notre-Dame de la Délivrande. Elle décide alors de consacrer sa vie au Christ.  
Impressionnée par la société esclavagiste, Laure prend la mission de venir en aide aux indigents, aux migrants et aux plus pauvres. C'est ainsi que le 2 février 1868, elle fonde avec quelques compagnes, une nouvelle Congrégation : les dominicaines missionnaires de Notre-Dame de la Délivrande. C'est alors la première fois qu'une congrégation religieuse est composée de membres de couleur. Laure prend comme nom de religieuse : Marie de la Providence. Elle deviendra par la suite la première supérieure générale de sa fondation.
En 1884, elle est appelée par l'évêque de Grenoble en France, où elle implante sa congrégation. Plusieurs autres couvents naîtront par son initiative en Italie, en Suisse, au Liban, en Égypte... 
La congrégation ne sera reconnue de droit pontifical qu'en 1941, l'année où la congrégation sera affiliée à l'ordre des Dominicains.
Lors de catastrophes naturelles en 1902, la maison-mère de la Congrégation, installée en Martinique, est dévastée. Le siège est alors placé près de Grenoble, au couvent Notre-Dame de la Délivrande dans le quartier ouvrier de la Croix-Rouge de Saint-Martin-d'Hères.
Mère Marie de la Providence meurt à l'âge de 69 ans, en 1911, à Grenoble. D'abord enterrée dans le cimetière Saint-Roch, elle est inhumée en 1945 dans le chœur de la chapelle du couvent de la maison-mère, à Saint-Martin-d'Hères. À cette occasion, son corps fut retrouvé intact et souple, après 34 ans de tombeau. 
Actuellement, aucun procès en béatification n'a été entamé par l'Église catholique.